# Semele (Händel)
Semele és un oratori en tres actes de Georg Friedrich Händel, amb llibret anònim. S'estrenà al Covent Garden de Londres el 10 de febrer de 1744.	
Semele (HWV 58) és un "drama musical", presentat originalment "a la manera d'un oratori", en tres parts per George Frideric Handel. Basada en un llibret d'òpera existent de William Congreve, l'obra és una òpera amb tot menys nom, però es va presentar per primera vegada en forma de concert al teatre Covent Garden el 10 de febrer de 1744. La història prové de les Metamorfosis d'Ovidi i es refereix a Sèmele, mare de Bacus. Händel també es va referir a l'obra com "La història de Semele". L'obra conté la famosa ària "Where'er you walk".
L'obra fusiona elements d'òpera, oratori i drama clàssic. Semele es va presentar durant la Quaresma, una de les temporades habituals d'oratori de Händel. Tanmateix, no era el que el públic londinenc esperava d'un oratori durant la solemne temporada de Quaresma. Semele té un text secular amb una història sobre una relació sexual adúltera. Es distingeix de les òperes de Händel pel gran nombre de cors polifònics. Semele es va representar quatre vegades durant la seva execució original, i dues vegades més tard el mateix any, però aquestes van ser les úniques actuacions en vida de Händel. Avui en dia, Semele es posa en escena amb freqüència i rep actuacions regulars a molts dels teatres d'òpera del món, així com actuacions en forma de concert.

## Fons

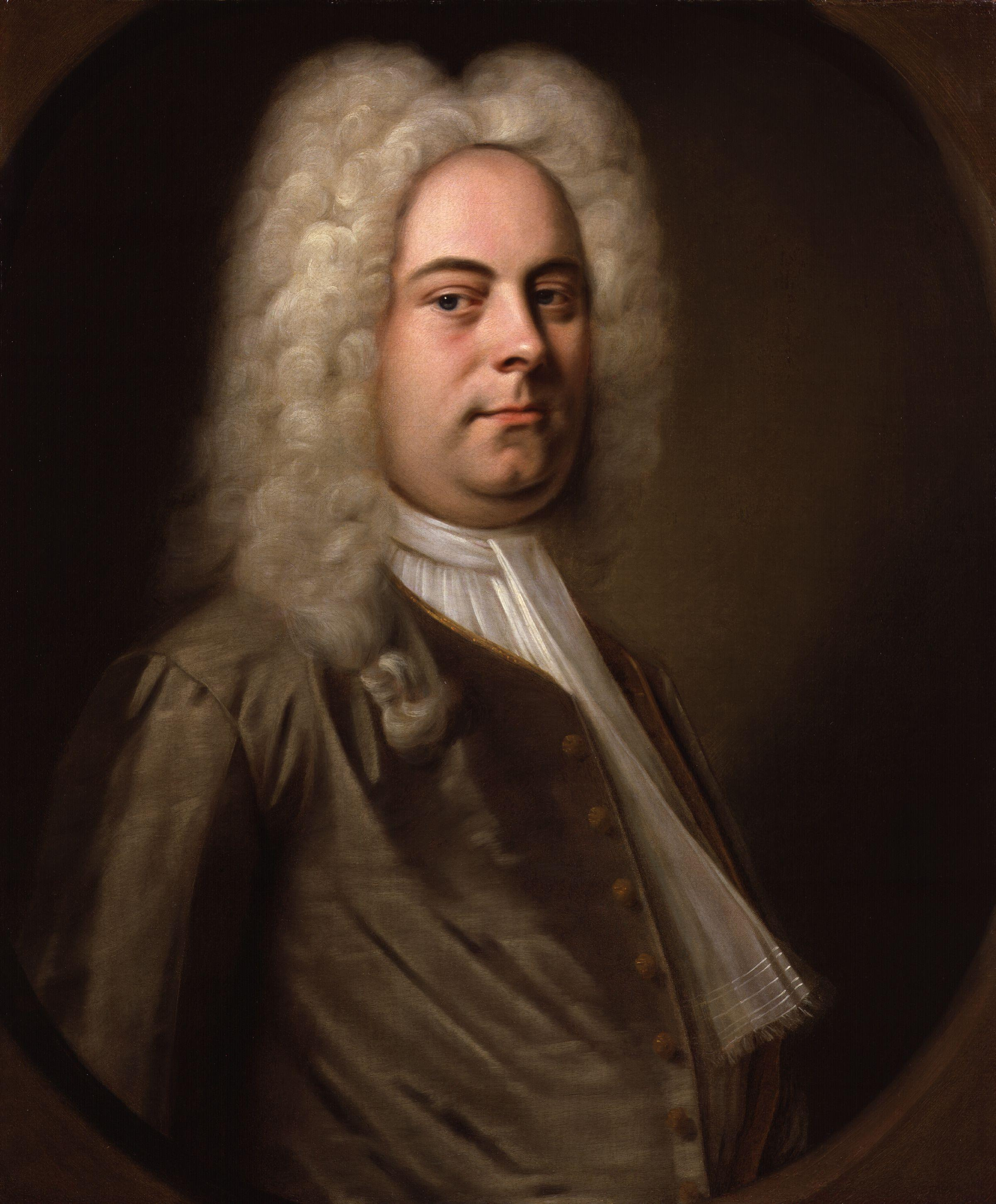
Händel pintura de Balthasar Denner

L'última òpera italiana de Händel, Deidamia, es va representar el 1741. Després d'aquest temps, es va concentrar en oratori i drames musicals amb textos anglesos. Molts d'aquests, inclòs Semele, es van estrenar al Covent Garden Theatre, començant amb Alexander's Feast el 1736 i acabant amb The Triumph of Time and Truth el 1757. Com a resultat, a principis de la dècada de 1740, els oratoris del Covent Garden Theatre van ser l'activitat com a cap principal de Frideric Handel. Si bé la majoria de les obres tenien textos sagrats o religiosos, dues destaquen per ser laiques: Hèrcules i Sèmele.
El llibret va ser escrit per William Congreve al voltant de 1705–6 i originalment musicalitzat a l'òpera Semele de John Eccles. El text de Händel va ser adaptat per un col·laborador desconegut i va escriure la música en poc més d'un mes, del 3 de juny al 4 de juliol de 1743. Semele conté préstecs propis de Giulio Cesare i Fra pensieri qual pensiero (HWV 115), així com préstecs d'Alessandro Scarlatti (sobretot Il Pompeo), Porta, Reinhard Keiser i Telemann. Destaquen en la partitura el nombre i la qualitat dels recitatius acompanyats (una característica que comparteix amb Il Pompeo), i la gran varietat d'estil i marcats de tempo (23, amb nou únics en obres angleses).
El drama musical pren una forma semblant a una òpera, però Händel va buscar-hi un lloc a la temporada de concerts públics de Quaresma del Teatre Covent Garden centrada en l'oratori el febrer següent (1744). Així que va dissenyar Semele per a la presentació a la manera d'un oratori: un llop vestit d'ovella per a aquells que encara no coneixien les Metamorfosis d'Ovidi. La seva estratagema per portar una història poderosa al teatre es va trobar, potser com era previsible, amb reaccions contradictòries. Mary Delany la va anomenar una "peça musical encantadora", però va comentar: "Semele té un partit fort en contra, és a dir. les belles dames, petits maitres i ignorants. Tota la gent de l'òpera està enfurismada amb Händel. Això probablement es relacionava amb els partidaris de la rival Middlesex Opera Company, per a qui Händel no escriuria. També es coneixen dures crítiques del Messies-libretista Charles Jennens, que va registrar que era "una òpera baudy".
La moral qüestionable de si Semele era "profana" i, per tant, potser no apta per a membres decents del públic, va fer que l'obra quedés ràpidament fora del repertori, i només va ser revifada una vegada per Händel.

No obstant això, Semele segueix sent una obra de gran qualitat. Com deia Lord Harewood:
| « | la música de Semele és tan plena de varietat, el recitatiu tan expressiu, l'orquestració tan inventiva, la caracterització tan encertada, el nivell general d'invenció tan alt, l'acció tan plena de situacions i incidents creïbles, en una paraula, la peça com un tot s'adapta tant a l'escenari operístic, que només es pot suposar que la seva negligència es deu a un acte d'abnegació per part de les companyies d'òpera. | » |

## Historial de rendiment
Semele es va representar per primera vegada el 10 de febrer de 1744 al Covent Garden Theatre de Londres, com a part d'una sèrie de concerts celebrada anualment durant la Quaresma. Naturalment, el públic esperava un tema basat en la Bíblia. Però el tema amorós de Semele, que és una creació del període tardà de la Restauració, es va inspirar de manera transparent en mites grecs i, per tant, va disgustar als assistents per un altre tipus d'ascens. Estant en anglès, Semele també va irritar els partidaris de la veritable òpera italiana, sobretot perquè Händel tampoc escriuria per a la rival Middlesex Opera Company. Winton Dean escriu al seu llibre "Handel's Dramatic Oratoris":{{Cita|El públic [el 1744] va trobar el to [de Semele] massa proper al de la desacreditada òpera italiana i el va definir com un oratori manqué; on esperaven un pa de quaresma saludable, van rebre una pedra brillant excavada a les ruïnes de la mitologia grega. Com a resultat, només es van fer quatre actuacions. El repartiment de l'estrena incloïa Elisabeth Duparc ('La Francesina') en el paper principal, Esther Young com a Juno (i Ino) i John Beard com a Júpiter. Henry Reinhold va cantar els papers de baix. Haendel sembla haver intercanviat part de la música entre cantants.
Més tard, l'1 i el 8 de desembre de 1744, Händel va presentar una versió revisada, aquesta vegada al King's Theatre, després de tallar quatre seccions de diàleg que contenien insinuacions sexuals i fer addicions que incloïen àries intercalades en italià (per al públic de le seves òperes), Arminio i Giustino.

## Segle 20
Semele va caure en una negligència prolongada fins a les seves primeres representacions escèniques, a Cambridge, Anglaterra, el 1925 i a Londres el 1954. Aquestes van alimentar un entusiasme per la feina que no ha caducat des d'aleshores.
Semele va ser representada en quatre ocasions (1959, 1961, 1964 i 1975) per la "Handel Opera Society" sota Charles Farncombe, i va entrar al repertori de l'Òpera Sadler's Wells (ara Òpera Nacional anglesa) el 1970. L'òpera va tornar el 1982, després una pausa de 238 anys: a Covent Garden (la Royal Opera House), amb Valerie Masterson en el paper principal i dirigida, com a "Sadler's Wells", per Charles Mackerras.
L'estrena escènica nord-americana va tenir lloc al Ravinia Festival prop de Chicago el 1959. Semele es va representar a Washington, DC, el 1980, i al Carnegie Hall, Nova York, el 1985, en aquesta darrera ocasió amb Kathleen Battle en el paper principal i John. Nelson dirigint. (El 1990 es va fer un enregistrament amb un repartiment similar i es va publicar amb el segell Deutsche Grammophon.)
El 1999, Semele va tornar a l'Òpera Nacional anglesa de Londres amb una producció molt apreciada de Robert Carsen. Rosemary Joshua va interpretar a Semele, John Mark-Ainsley va ser Júpiter, Susan Bickley com a Juno i Sarah Connolly, la germana Ino. La producció va reviure el 2004 amb Carolyn Sampson (Semele), Ian Bostridge (Júpiter) i Patricia Bardon (Juno).
L'estrena escènica nord-americana va tenir lloc al Festival de Ravinia prop de Chicago el 1959. Semele es va representar a Washington, DC, el 1980, i al Carnegie Hall, Nova York, el 1985, en aquesta darrera ocasió amb Kathleen Battle en el paper principal i John Nelson dirigint. (El 1990 es va fer un enregistrament amb un repartiment similar i es va publicar amb el segell Deutsche Grammophon.)
El 1999, Semele va tornar a l'Òpera Nacional anglesa de Londres amb una producció molt apreciada de Robert Carsen. Rosemary Joshua va interpretar a Semele, John Mark-Ainsley va ser Júpiter, Susan Bickley com a Juno i Sarah Connolly, la germana Ino. La producció va reviure el 2004 amb Carolyn Sampson (Semele), Ian Bostridge (Júpiter) i Patricia Bardon (Juno).

## Segle 21
Pinchgut Opera va organitzar una producció el 2002 al City Recital Hall, Sydney, dirigida per Antony Walker i dirigida per Justin Way. Hi ha un enregistrament d'aquesta producció.
L'any 2004 es va estrenar una producció escènica dirigida per David McVicar i dirigida per Marc Minkowski al Théâtre des Champs-Élysées de París. (Això va ser reviscut l'any 2010 pel director d'orquestra Christophe Rousset.)
Una nova producció es va estrenar a l'Òpera de la ciutat de Nova York el 13 de setembre de 2006. Dirigida per Stephen Lawless, feia referències metafòriques a Marilyn Monroe, als presidents dels Estats Units John F. Kennedy, Bill Clinton i George W. Bush, i Jacqueline Kennedy. Elizabeth Futral va cantar Semele, Vivica Genaux va interpretar Juno (i Ino) i Robert Breault va cantar Júpiter.
El 2007, l'Òpera de Zúric a Suïssa va muntar la producció de Semele de Robert Carsen de 1999 com a vehicle per a Cecilia Bartoli, amb Birgit Remmert i Charles Workman com a Juno i Júpiter i William Christie dirigint. Aquesta posada en escena es va gravar, es va publicar com a DVD de Decca i es va transferir amb èxit (el 2010) al Theater an der Wien de Viena.
El setembre del mateix any s'estrena al Théâtre de la Monnaie de Brussel·les una nova posada en escena de l'artista xinès Zhang Huan, dirigida per Rousset, amb "Les Talens Lyriques". Aquesta es va traslladar el 24 d'octubre de 2010 al Poly Theatre de Pequín com a part del Beijing Music Festival, la primera gran producció d'una òpera barroca a la República Popular de la Xina. El maig de 2012, aquesta producció es va traslladar a la ""Canadian Opera Company", rebent crítiques generalment pobres per haver eliminat el final de Händel i introduir a l'atzar temes budistes de manera incongruent amb el material original.
Entre les nombroses actuacions arreu del món, la peça va rebre una producció com una òpera totalment posada en escena a l'Òpera de Filadèlfia el 2019.

## Rols
| Rol                                                                         | Tipus de veu  | Primer casting, 10 Febrer 1744 Conductor: G. F. Handel |
| --------------------------------------------------------------------------- | ------------- | ------------------------------------------------------ |
| Jupiter                                                                     | tenor         | John Beard                                             |
| Cadmus, Rei de Thebes                                                       | baix          | Henry Reinhold                                         |
| Semele, filla de Cadmus, enamorada de Jupiter                               | soprano       | Élisabeth Duparc ("La Francesina")                     |
| Athamas, un príncep de Beòcia, enamorat i dissenyat per casar-se amb Semele | alt           | Daniel Sullivan                                        |
| Ino, germana de Semele, enamorada d'Athamas                                 | mezzo-soprano | Esther Young                                           |
| Somnus                                                                      | baix          | Henry Reinhold                                         |
| Apollo                                                                      | tenor         | John Beard                                             |
| Juno                                                                        | mezzo-soprano | Esther Young                                           |
| Iris                                                                        | soprano       | Christina Maria Avoglio                                |
| Gran sacerdot                                                               | baix          | Henry Reinhold                                         |
| ''Cor de sacerdots, augurs, amors, zèfirs, nimfes, swains i assistents      |               |                                                        |

## Sinopsi
Argument
Júpiter, rei dels déus, porta la mortal princesa Semele a un amagatall secret en una muntanya per ser la seva amant. Quan l'esposa de Júpiter, Juno, s'assabenta de l'adulteri del seu marit, s'enfada i conspira per assegurar la caiguda de Sèmele. Disfressat, Juno apel·la a la vanitat de la noia i la persuadeix perquè insisteixi a veure el seu amant en la seva forma divina. Júpiter accepta de mala gana, però els seus llamps cremen i consumeixen Semele. De les seves cendres, però, sorgeix el seu fill no nascut de Júpiter: Bacus, déu del vi i de l'èxtasi.
Acte 1
Escena: Grècia, en l'antiguitat llegendària
L'escena és el temple de Juno. Prop de l'altar hi ha una imatge daurada de la deessa
Al temple de Juno, Cadmo, rei de Tebes, es prepara per al matrimoni de la seva filla Sèmele amb Atamas, príncep de Beòcia. Els signes de la deessa indiquen que aprova el partit (recitatiu acompanyat: "Mira! S'aixequen flaixos auspicis" i cor: "Els auguris de la sort beneeixen els nostres ritus"). No obstant això, la núvia s'ha inventat una excusa rere l'altra per ajornar el casament i el seu pare i l'aspirant nuvi la demanen a no dubtar més (duet: "Filla, escolta! Escolta i obeeix!"). Per ella mateixa, Semele reflexiona sobre el seu dilema: no vol casar-se amb el príncep Athamas, ja que està enamorada del mateix Jove i el demana que l'ajudi (recitatiu acompanyat: "Ah, jo! Quin refugi em queda ara?", arioso: "O Jove! En llàstima ensenya'm quina triar" i ària: "L'alosa matinal"). Athamas, observant-la, pren els seus signes físics de trastorn emocional com a prova que està enamorat d'ell (ària: "Himen, pressa, prepara la teva torxa"). Ino, la germana de Sèmele, apareix ara, també en estat d'angoixa, ja que està enamorada d'Athamas (quartet: "Per què et dol tan prematurament?") Júpiter ha escoltat la pregària de Sèmele i els seus llamps interrompen el procediment i alarma els observadors (cor: "Eviteu aquests presagis, tots els pow'rs"). Els sacerdots de Juno ordenen que s'abandonin les noces i que tothom abandoni el temple (cor: "Cesa, cessa els teus vots"), cosa que fan tots excepte Atamas, desesperat per la cancel·lació del seu casament, i Ino, desesperadament enamorat d'ell (ària: "Gira, amant desesperat"). L'Athamas pot veure que està molesta, sense endevinar per què, i pot sentir per ella en la seva angoixa perquè ell també està molest (ària: "La teva veu melodiosa explicaria el meu conte"). Athamas queda sorprès quan li diu sense embuts que l'estima (duet: "M'has desfet"). Cadmus interromp la seva confusió i descriu l'extraordinari esdeveniment que acaba de presenciar: mentre fugien del temple, Semele va ser enduda de sobte per una àguila (recitatiu acompanyat: "Alassada amb les nostres pors"). Els sacerdots i augurs identifiquen aquesta àguila com el mateix Júpiter (cor: "Salve Cadmus, salve!". Quan l'acte acaba, Semele es veu gaudint del seu paper de nova mestressa del déu (ària: "Endless pleasure, endless love").
Acte 2
Primera escena
Un país agradable, la perspectiva acabada per una bella muntanya adornada de boscos i cascades. Juno i Iris baixen en màquines diferents. Juno en un carro tirat per paons; Iris sobre un arc de Sant Martí; baixen i es troben.
Juno, desconfiada de la conducta del seu marit, ha enviat la seva ajudant Iris per saber el què pot. Iris informa que Jove ha instal·lat Semele com la seva amant en un palau dalt d'una muntanya (ària: "Allà, de les preocupacions mortals retirant-se"). La Juno indignada jura venjar-se (recitatiu acompanyat: "Desperta, Saturnia, de la teva letargia!"). L'Iris li adverteix que no serà una tasca fàcil: el palau està custodiat per dracs que mai dormen (recitatiu acompanyat: "Amb inflexió, les portes estan tancades"). Juno decideix que ella i Iris faran una visita al déu del son a la seva cova, per tal d'aconseguir ajuda màgica per adormir els dracs (ària: "Per tant, Iris, d'aquí lluny").
Segona escena
Un apartament al palau de Semele. Ella està dormint, Amors i Zephyrs esperant.
Semele es desperta i lamenta que el somni que estava tenint d'estar amb el seu amant ha acabat (ària: "Oh son, per què em deixes?"). Quan entra Júpiter, en forma d'home jove, li diu com li costa quan ell està absent. Explica que ella és una mortal, a diferència d'ell, i que necessita descansar de tant en tant per fer l'amor. Intenta assegurar-li la seva fidelitat (ària: "Deixa de banda els teus dubtes i pors"). Semele canta el seu amor apassionat per ell (ària: "Amb desig afectuós"). El cor dels Amors i els Zèfirs canten les alegries dels amants (cor: "Què entranyable, que entranyable"). La Semele, però, comença a sentir-se descontenta que el seu amant sigui un déu i ella una simple mortal. Aquest signe d'ambició a la immortalitat de Sèmele preocupa a Júpiter, que decideix que ha de distreure-la d'aquests pensaments (ària: "He de divertir-la amb rapidesa"). Els Amors i els Zephyrs aconsellen a Semele que deixi de banda les preocupacions i gaudeixi de les delícies de l'amor mentre pugui (cor: "Ara, estima que el nen etern convida"). Júpiter ha disposat que la germana de Semele, Ino, sigui transportada màgicament al palau, per fer-li companyia, i promet que els jardins i els voltants seran el paradís (ària: "On camines"). Se'n va, i apareix l'Ino, descrivint la meravellosa experiència de ser volat allà per zèfirs alats (ària: "Però escolteu, l'esfera celestial es gira"). Les germanes canten l'alegria que estan experimentant, escoltant la música de les esferes (duet: "Prepareu-vos, doncs, cor immortal") i les nimfes i els swans declaren que aquesta part de la terra s'ha convertit en un cel (cor: "Beneïu els alegres de la terra").
Acte 3
Primera escena
La cova del son. El Déu del Son estirat al seu llit.
Juno i Iris arriben i desperta Somnus (recitatiu acompanyat: "Somnus, despert"), amb el seu disgust (ària: "Deixa'm, llum repugnant"). Només s'aixeca del llit quan sent que Juno esmenta la bella nimfa Pasithea (ària: "Més dolç és aquest nom"). Juno promet que tindrà la nimfa si li prestarà l'ajuda màgica per posar els dracs que guarden el palau on Semele està instal·lada com a amant del seu marit a dormir i transformar-la a la semblança de la germana de Semele, Ino. Somnus està d'acord (duet: "Obeïu la meva voluntat").
Segona escena
Un Apartament. Semele sola
La Semele encara se sent força descontenta per la discrepància entre ella i el seu amant (ària: "Els meus pensaments inquietants"). Juno, en la forma de la germana de la Semele, Ino, entra i fingeix sorpresa per l'augment de la bellesa de la Semele. Ella exclama que la Sèmele s'ha d'haver convertit ella mateixa en una deessa i li dona un mirall ("Mira en aquest mirall"). Semele està captivada per la seva pròpia bellesa (ària: "Adoraré a mi mateix"). Ino aconsella a Semele que insisteixi que Júpiter li aparegui en la seva forma real i divina, i això la farà ella mateixa immortal (recitatiu acompanyat: "Conjure'l amb el seu jurament"). Semele està molt agraïda per aquest consell (ària: "Així que el meu agraïment sigui pagat"). Ino se'n va i Júpiter entra, amb ganes de gaudir de Semele (ària: "Vine als meus braços, bella fira"), però ella el retarda (ària: "Alguna vegada ho estic concedint"). Ell jura donar-li el que ella desitgi (recitatiu acompanyat: "Per aquella tremenda inundació, ho juro") i ella li fa prometre que se li apareixerà en la seva forma divina (recitatiu acompanyat: "Llavors descarta aquesta forma humana"). Ell s'alarma i diu que això la perjudicaria (ària: "Ah, atenció al que premeu"), però ella insisteix que mantingui el seu jurament (ària: "No, no, no agafaré menys") i marxa. Júpiter sap que això significarà la seva destrucció i plora la seva imminent perdició (recitatiu acompanyat: "Ah, on ha anat"). Juno triomfa en l'èxit del seu esquema (ària: "Per sobre de la mesura és el plaer").
Escena tercera
L'escena descobreix Semele sota un dosser, inclinada pensativa, mentre sona una simfonia dolenta. Ella mira cap amunt i veu Júpiter baixant en un núvol; llampecs de llamps surten de banda i banda i s'escolten els trons grunyir a l'aire.
Semele, a qui li va concedir el desig de veure Júpiter en la seva veritable forma divina, és consumida pels seus llamps, i quan mor, lamenta la seva pròpia bogeria i ambició (recitatiu acompanyat: "Ah, jo! Massa tard ara em penedeixo"). Veient-ho, els sacerdots de Juno expressen la seva sorpresa (cor: "Oh, terror i estupor!"). Athamas s'alegra ara d'acceptar a Ino com la seva núvia (ària: "La desesperació no em fereix més"). El déu Apol·lo baixa sobre un núvol i anuncia que de les seves cendres sorgirà el nen no nascut de Sèmele i Júpiter (recitatiu acompanyat: "Apol·lo ve, per alleujar la teva cura"). El nen serà Bacus, déu del vi i de l'èxtasi, un déu "més poderós que l'amor'". Tots celebren l'afortunat resultat (cor: "Feliços, feliços serem").

## Característiques musicals
La Semele amant del plaer i vanidosa es caracteritza encertadament a través de la música de Händel. L'obra conté una de les àries més famoses de Händel, la lírica "Where'er you walk" per al tenor, amb paraules de Les Pastorals d'Alexander Pope. La comèdia s'entrellaça amb el drama, sobretot en l'escena de la cova del déu del son. El cor monumental "O terror! and astonishment" després de la mort de Semele mostra la influència de l'anterior compositor anglès Henry Purcell.

## Enregistraments
Enregistraments d'àudio
| Any  | Casting: Semele, Jove, Juno, Cadmus, Athamas, Ino, Somnus                                                           | Conductor, orchestra and chorus                                 | Segell                                 |
| ---- | --- | --------------------------------------------------------------- | -------------------------------------- |
| 1955 | Jennifer Vyvyan, William Herbert, Anna Pollack, George Pragnell, John Whitworth, Helen Watts, George James          | Anthony Lewis, New Symphony Orchestra, Saint Anthony Singers    | LP: L'Oiseau-Lyre Cat: OLS 111–3       |
| 1973 | Sheila Armstrong, Robert Tear, Helen Watts, Justino Díaz, Mark Deller, Helen Watts, Justino Diaz                    | Johannes Somary, English Chamber Orchestra, Amor Artis Chorale  | CD: Vanguard Classics Cat: 885082      |
| 1982 | Norma Burrowes, Anthony Rolfe Johnson, Della Jones, Robert Lloyd, Timothy Penrose, Catherine Denley, David Thomas   | John Eliot Gardiner, English Baroque Soloists, Monteverdi Choir | CD: Erato Cat: 2292-45982-2            |
| 1990 | Kathleen Battle, John Aler, Marilyn Horne, Samuel Ramey, Michael Chance, Marilyn Horne, Samuel Ramey                | John Nelson, English Chamber Orchestra, Ambrosian Opera Chorus  | CD: Deutsche Grammophon Cat: 435 782–2 |
| 2002 | Anna Ryberg, Angus Wood, Sally-Anne Russell, Stephen Bennett, Tobias Cole, Sally-Anne Russell, Stephen Bennett      | Antony Walker, Cantillation, Sirius Ensemble                    | CD: ABC Classics Cat: 980 047-0        |
| 2004 | Danielle de Niese, Paul Agnew, Guillemette Laurens, Jonathan May, Sébastien Fournier, Louise Innes, Jonathan May    | David Stern, Opera Fuoco                                        | CD: Pierre Verany Cat: PV704021/22     |
| 2007 | Rosemary Joshua, Richard Croft, Hilary Summers, Brindley Sherratt, Stephen Wallace, Hilary Summers, Stephen Wallace | Christian Curnyn, Early Opera Company                           | CD: Chandos Cat: CHANO 745             |
| 2020 | Louise Alder, Hugo Hymas, Lucile Richardot, Gianluca Buratto, Carlo Vistoli, Lucile Richardot, Gianluca Buratto     | John Eliot Gardiner, English Baroque Soloists, Monteverdi Choir | CD:SDG Cat:SDG733                      |

## Enregistraments en video
| Any  | Casting: Semele, Jove, Juno, Cadmus, Athamas, Ino, Somnus                                                                     | Director, opera house, orchestra                        | Segell                  |
| ---- | --- | ------------------------------------------------------- | ----------------------- |
| 2007 | Cecilia Bartoli, Charles Workman, Birgit Remmert, Anton Scharinger, Thomas Michael Allen, Liliana Nikiteanu, Anton Scharinger | William Christie, Òpera de Zúric Orchestra La Scintilla | DVD: Decca Cat: 0743323 |